# Иглтаун (Оклахома)
Иглтаун (енгл. Eagletown) насељено је место без административног статуса у америчкој савезној држави Оклахома.

## Демографија
По попису из 2010. године број становника је 528.
| Група             | 2000.    | 2010.       |
| Белци             | 0 (0,0%) | 418 (79,2%) |
| Афроамериканци    | 0 (0,0%) | 32 (6,1%)   |
| Азијати           | 0 (0,0%) | 0 (0,0%)    |
| Хиспаноамериканци | 0 (0,0%) | 11 (2,1%)   |
| Укупно            | 0        | 528         |